# Xuôi ngược đường trần
Xuôi ngược đường trần (tiếng Anh: Up And Down The Dust Way) là bộ phim truyền hình được thực hiện bởi Trung tâm Phim truyền hình Việt Nam, Đài Truyền hình Việt Nam do Nguyễn Anh Tuấn và Nguyễn Linh Nga làm đạo diễn. Linh Nga viết kịch bản, đạo diễn và đóng vai chính. Nguyễn Khải Hưng là nhà đồng  kịch bản của phim. Ngoài ra Xuôi ngược đường trần còn có sự tham dự của nhiều nghệ sĩ và đông đảo quần chúng. Phim được giới thiệu lần đầu vào ngày 21 tháng 2 năm 2002 tại Đại hội Điện ảnh Việt Nam quốc tế tổ chức ở Hà Nội.

## Nội dung
Lấy bối cảnh thập niên 1990 ở Việt Nam khi đất nước đang trong thời kỳ phát triển mạnh mẽ, và còn những phức tạp về chính trị thời hậu chiến, Xuôi ngược đường trần xoay quanh cuộc đời Liên - một cô gái có nhiều ước mơ, hoài bão về một cuộc sống hạnh phúc và bình yên, nhưng thực tế lại vô cùng khắc nghiệt. Mẹ cô mất sớm, cha cô đi bước nữa với một người đàn bà độc ác. Người mẹ kế luôn đày đọa Liên và tìm cách bán Liên cho một gã ma cô. Đau đớn trước tình cảnh cha bệnh tật, em còn nhỏ, cuộc sống đầy khó khăn, Liên tìm cách bỏ trốn khi dì ghẻ ép cô phải cưới chồng. Trong bước đường cùng, Liên gặp sư thầy. Dưới sự giảng giải của sư thầy, Liên tìm lại niềm tin trong cuộc sống và thấm nhuần chân lý đạo Phật: "Chữ Nhẫn sẽ giúp con vượt qua bể khổ".

## Diễn viên
- Linh Nga trong vai Liên[2]
- Thế Tục trong vai Sư cụ
- Kim Xuyến trong vai Người mẹ kế
- Hoàng Công trong vai Thắng
- Mai Ngọc Căn trong vai Ông Tiếng
- Hùng Bống trong vai Hùng
- Nguyễn Duy Linh trong vai Hưng
- Ngọc Dung trong vai Tuyết
- Lê Hiếu trong vai Báu
- Thu Hà trong vai Lan
- Tâm Cường trong vai Sư Khơ-me
- Lê Văn trong vai Pháp Quang
- Ngọc Tản trong vai Mẹ Thắng
- Mai Phương trong vai Xuyến "Béo"
- Đức Anh trong vai Na
- Nam Cường trong vai Ông Phát
- Mai Hạnh trong vai Trụ trì chùa Khơ-me

Và một số diễn viên khác...

## Sản xuất
Quá trình tuyển chọn diễn viên và ghi hình bộ phim Xuôi ngược đường trần diễn ra trong 70 ngày, khi mà ngành điện ảnh Việt Nam vẫn đang trong giai đoạn phát triển. Đã có hơn hàng trăm diễn viên quần chúng và các vai diễn khách mời tham gia buổi tuyển vai của phim. Đoàn phim đã gặp rất nhiều khó khăn khác nhau, như có người trong đoàn làm phim bị ốm, bị thương, chi phí cũng vì đó mà gấp lên, cùng với cái nhìn thiếu thiện cảm của mọi người đối với Linh Nga khi cô chỉ mới 20 tuổi mà lại nắm vai trò là một nữ biên kịch, đạo diễn. Một điều khó khăn nữa trong quá trình làm phim đó là đoàn làm phim phải đi khắp đất tỉnh để ghi hình những cảnh quay tại những ngôi chùa ở Sóc Trăng.

## Chủ đề
Xuôi ngược đường trần đã nói lên được tiếng nói của phụ nữ Việt Nam. Bộ phim giúp họ được chia sẻ, thấu hiểu, cũng như nói lên những quan điểm, trải lòng và vị trí của người phụ nữ Việt Nam trong lối sống truyền thống Việt Nam. Và điều quan trọng nhất, bộ phim chính là câu trả lời sâu sắc và đầy đủ nhất cho câu hỏi: "Làm sao để có thể vượt qua được những khó khăn thử thách trong cuộc đời?"

## Giải thưởng
| Năm  | Giải thưởng                       | Hạng mục                  | (Người) đề cử | Kết quả   | Tham khảo |
| ---- | --------------------------------- | ------------------------- | ------------- | --------- | --------- |
| 2001 | Đại hội Điện ảnh Việt Nam quốc tế | Phim truyện xuất sắc nhất | —             | Đoạt giải | [ 4 ]     |